# Serhat Çakmak
Serhat Çakmak (Rotterdam, 16 mei 1995) is een Turks-Nederlands voetballer die als aanvaller speelt.

## Carrière
Serhat Çakmak doorliep de jeugdopleiding van Ajax en vertrok in de zomer van 2014 naar Trabzonspor, maar vertrok daar alweer na twee maanden door een trainerswissel. Onder de nieuwe trainer Vahid Halilhodžić zat hij niet in de selectie, en vertrok daarom naar Ajax Zaterdag. Na een half seizoen ging hij weer terug naar Turkije, naar Bayrampaşaspor. In de zomer van 2016 vertrok hij transfervrij naar Jong FC Utrecht. Hij debuteerde voor Jong Utrecht op 19 augustus 2016, in de met 3-1 verloren uitwedstrijd tegen De Graafschap. Çakmak scoorde het enige doelpunt voor Jong FC Utrecht. Na één seizoen bij Utrecht vertrok hij naar Tepecik Belediyespor. Bij deze club speelde hij slechts één wedstrijd, een met 2-1 verloren bekerwedstrijd tegen Sultanbeyli Belediyespor. In oktober van 2017 vertrok hij alweer bij deze club, waarna hij bij D.H.S.C. aansloot. Sinds oktober 2019 speelt hij voor SV Nootdorp. Op 6 mei heeft hij een contract getekend bij R.K.V.V. Westlandia, hier zal hij uitkomen in de Derde Divisie op zondag. 

### Carrièrestatistieken
| Seizoen                       | Club                 | Land           | Competitie         | Competitie | Competitie | Beker | Beker | Totaal | Totaal |
| Seizoen                       | Club                 | Land           | Competitie         | Wed.       | Dlp.       | Wed.  | Dlp.  | Wed.   | Dlp.   |
| ----------------------------- | -------------------- | -------------- | ------------------ | ---------- | ---------- | ----- | ----- | ------ | ------ |
| 2014/15                       | Trabzonspor          | Turkije        | Süper Lig          | 0          | 0          | 0     | 0     | 0      | 0      |
| 2014/15                       | Ajax (amateurs)      | Nederland      | Topklasse          | 3          | 0          | 0     | 0     | 3      | 0      |
| 2014/15                       | Bayrampaşaspor       | Turkije        | 2. Lig             | 11         | 1          | 0     | 0     | 11     | 1      |
| 2015/16                       | Bayrampaşaspor       | Turkije        | 2. Lig             | 8          | 0          | 0     | 0     | 8      | 0      |
| 2016/17                       | Jong FC Utrecht      | Nederland      | Eerste divisie     | 12         | 1          | –     | –     | 12     | 1      |
| 2017/18                       | Tepecik Belediyespor | Turkije        | 3. Lig             | 0          | 0          | 1     | 0     | 1      | 0      |
| 2020/21                       | RKVV Westlandia      | Nederland      | Derde divisie Zon. | 4          | 2          | 0     | 0     | 4      | 2      |
| Carrièretotaal                | Carrièretotaal       | Carrièretotaal | Carrièretotaal     | 38         | 4          | 1     | 0     | 39     | 4      |
| Bijgewerkt op 2 februari 2021 |                      |                |                    |            |            |       |       |        |        |